# Alessia Russo
Alessia Mia Teresa Russo (Maidstone; 8 de febrero de 1999) es una futbolista inglesa. Juega como delantera en el Arsenal de la FA Women's Super League de Inglaterra y en la selección de Inglaterra.
Russo ha defendido la camiseta de su país en todas las categorías juveniles, desde la sub-15 hasta la sub-21, destacando como capitana en la sub-16. Su debut con la selección absoluta llegó en 2020, y en 2021 marcó sus primeros goles ante Letonia, consiguiendo el récord histórico del hat-trick más rápido de una futbolista inglesa (solo 11 minutos). Tras coronarse campeona de la Eurocopa Femenina 2022, fue reconocida con el Mejor Gol del Torneo y la Bota de Bronce. Russo volvió a conquistar el título europeo en la edición 2025.

## Trayectoria

### Inicios
Russo comenzó su carrera en el centro de entrenamiento del Charlton Athletic, antes de unirse y capitanear el equipo juvenil del Chelsea. Su primera y única aparición con el primer equipo del Chelsea se produjo durante la primera ronda de la FA WSL Continental Cup el 2 de julio de 2016.

### Brighton & Hove Albion
En enero de 2017, se unió al recién ascendido Brighton & Hove Albion de cara a la FA WSL Spring Series de 2017. Hizo su debut con el club el 5 de febrero de 2017 en una victoria en la tercera ronda Copa FA contra AFC Wimbledon. El 11 de febrero, anotó el primer gol de Brighton en la máxima categoría en el primer partido de la Spring Series del equipo, un empate 1-1 con el London Bees.

### North Carolina Tar Heels
En 2017, Russo se mudó a los Estados Unidos para jugar fútbol universitario con el North Carolina Tar Heels. Como estudiante de primer año apareció en 19 partidos, 18 de ellos como titular. Terminó como la máxima goleadora del equipo con 9 tantos y 2 asistencias y obtuvo varios reconocimientos, incluido el de Novata del Año. En 2018, a pesar de perderse la postemporada por una pierna rota, Russo fue incluida en el equipo estelar All-America de United Soccer Coaches, la primera Tar Heel en aparecer en un All-America desde Crystal Dunn en 2013, y fue nombrada Jugadora Ofensiva de la ACC del Año. En agosto de 2020, la delantera anunció que renunciaría a su último año universitario en medio de la incertidumbre sobre la continuación de la temporada debido a la pandemia de COVID-19.

### Manchester United

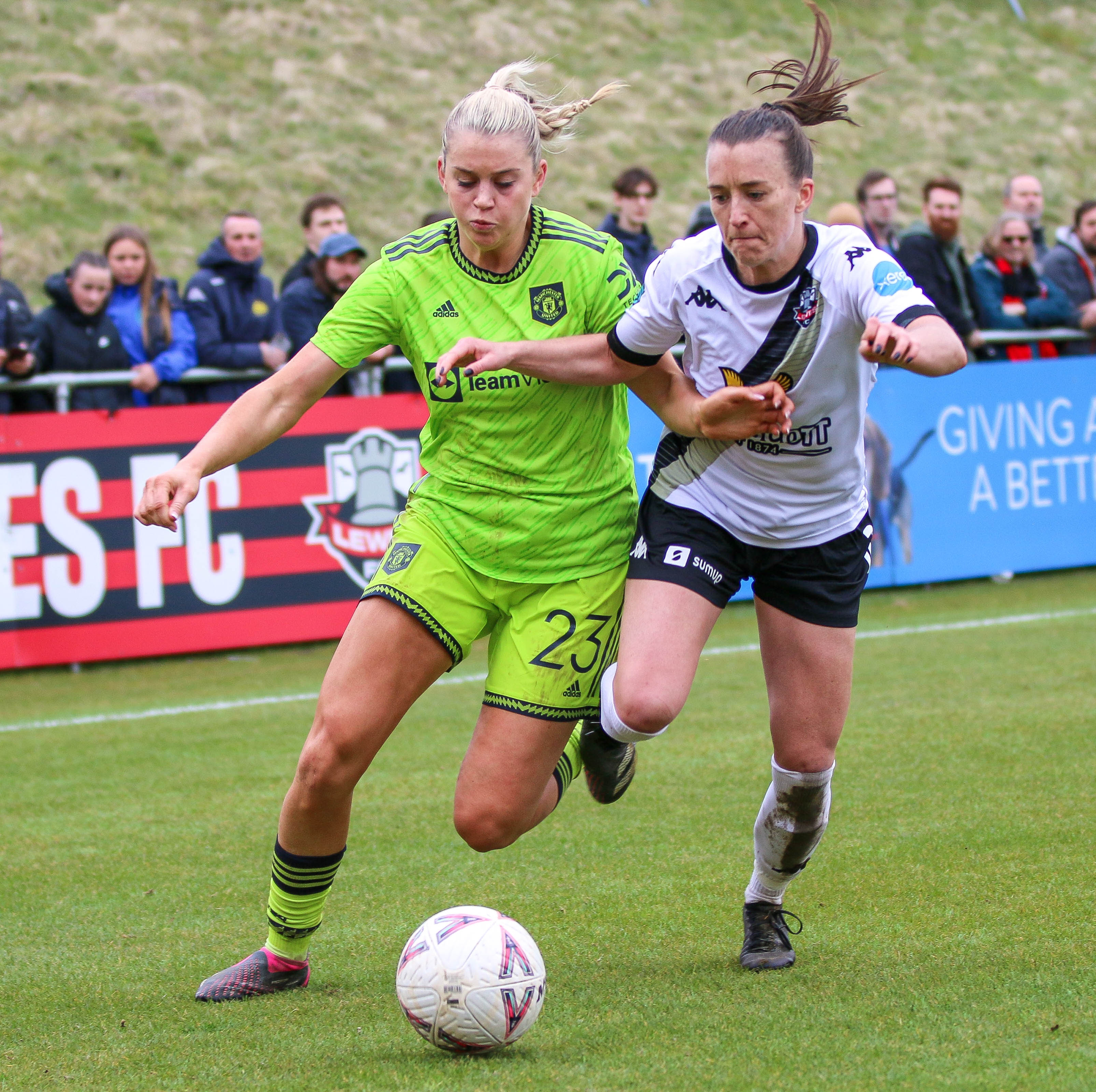
Russo (izquierda) con el Manchester United en 2023.

El 10 de septiembre de 2020, se unió al Manchester United, club al que creció apoyando. Hizo su debut tres días después como suplente en una victoria por 5-2 sobre el Birmingham City, registrando una asistencia. Marcó su primer gol para el club en el siguiente encuentro, comenzando de titular en una victoria por 3-0 sobre Brighton & Hove Albion.
En la temporada 2021-22, Russo lideró al equipo en goles con 11 tantos en 30 partidos en todas las competiciones y fue nombrada ganadora inaugural del premio Jugadora del Año por sus compañeras de equipo.

### Arsenal
Al terminar su contrato con el Manchester United ha fichado por el Arsenal, como agente libre, que en el mercado de invierno había ofrecido una cantidad récord por su fichaje. 

## Selección nacional

### Categorías menores
Russo ha representado a su país en las selecciones menores sub-15, sub-17, sub-19, sub-20 y sub-21. En octubre de 2015, anotó cinco goles contra Croacia durante la victoria 13-0 en la clasificación para el Campeonato Europeo Sub-17 de 2015-16 antes de marcar un triplete contra Estonia en el siguiente partido. La delantera terminó la clasificación como máxima goleadora con 9 tantos y luego nuevamente en el campeonato propiamente dicho, anotando 5 goles, incluido un doblete contra Alemania en la derrota por 4-3 en semifinales cuando Inglaterra terminó tercera. Compitió en la Copa Mundial Femenina Sub-17 de 2016 en Jordania y formó parte del equipo que terminó tercero en la Copa Mundial Femenina Sub-20 de 2018.

### Selección mayor
El 26 de febrero de 2020, Russo fue convocada a la selección absoluta de Inglaterra por primera vez como parte del equipo de la Copa SheBelieves 2020, inicialmente como jugadora de entrenamiento, pero luego se agregó como reemplazo por la lesión de Lucy Bronze. Hizo su debut internacional absoluto el 11 de marzo de 2020 en el último partido del torneo, entrando como suplente en el minuto 76 en la derrota por 1-0 ante España. El 30 de noviembre de 2021, anotó sus primeros goles internacionales, un hat-trick en una victoria récord de su selección por 20-0 sobre Letonia durante la clasificación para la Copa del Mundo de 2023. Logrado en 11 minutos, el triplete fue el más rápido de cualquier jugador de Inglaterra en la historia. En junio de 2022, fue convocada por Sarina Wiegman para la Eurocopa Femenina 2022.

## Vida personal
Nacida en Maidstone, Kent, Russo es de ascendencia italiana por parte de padre. Su abuelo siciliano emigró a Inglaterra en la década de 1950. Su padre, Mario, jugó en el Metropolitan Police Football Club y su hermano, Giorgio, también ha jugado fútbol por fuera de ligas oficiales para varios equipos, más recientemente en el Ramsgate. Su hermano, Luca, fue a la Universidad de Misuri con una beca de atletismo.

## Clubes
| Club                   | País       | Año           |
| ---------------------- | ---------- | ------------- |
| Chelsea                | Inglaterra | 2016-2017     |
| Brighton & Hove Albion | Inglaterra | 2017          |
| Manchester United      | Inglaterra | 2020-2023     |
| Arsenal                | Inglaterra | 2023-presente |

## Palmarés

### Títulos nacionales
| Título                | Club    | País       | Año     |
| --------------------- | ------- | ---------- | ------- |
| FA Women's League Cup | Arsenal | Inglaterra | 2023-24 |

### Títulos internacionales
| Título            | Equipo     | Sede       | Año     |
| ----------------- | ---------- | ---------- | ------- |
| Eurocopa          | Inglaterra | Inglaterra | 2022    |
| Finalissima       | Inglaterra | Londres    | 2023    |
| Liga de Campeones | Arsenal    | Lisboa     | 2024-25 |
| Eurocopa          | Inglaterra | Suiza      | 2025    |